# Uganda miniszterelnöke
Uganda miniszterelnöke a minisztériumok feje, noha az elnök irányítja a kormányt. Ezt a tisztséget 1962. október 9-én, hozták létre, az Egyesült Királyságtól való kiválásának napján. 1966-ban Milton Obote az akkori alkotmányt felfüggesztette, a posztot eltörölte és elnöknek nevezte ki magát. 1980-ban népszavazást tartottak a cím visszahozásáról, a lakosság többsége a mellett döntött, hogy hozzák vissza a tisztséget.

## Fordítás
- Ez a szócikk részben vagy egészben  a   Prime_Minister_of_Uganda című angol Wikipédia-szócikk fordításán alapul.  Az eredeti cikk szerkesztőit annak laptörténete sorolja fel. Ez a jelzés csupán a megfogalmazás eredetét és a szerzői jogokat jelzi, nem szolgál a cikkben szereplő információk forrásmegjelöléseként.